# Мусса, Фариди
Фариди Малик Мусса Шаха (англ. Faridi Malik Mussa Shaha; род. 21 июня 1996 или 21 июня 1995, Морогоро) — танзанийский футболист, полузащитник клуба «Янг Африканс». Выступал за сборную Танзании.

## Карьера
Мусса — воспитанник клуба «Азам», с которым в сезоне 2013/14 стал чемпионом Танзании. В апреле 2016 года отправился на просмотр в испанский клуб «Тенерифе». В июле 2016 года подписал контракт с «Тенерифе B», второй командой «Тенерифе». Дебютировал за новый клуб 15 января 2017 года. 
12 августа 2020 года подписал контракт с клубом «Янг Африканс».

## Международная карьера
Мусса дебютировал за сборную Танзании 19 ноября 2013 года в товарищеском в матче против сборной Зимбабве. В 2019 году был включен в состав сборной на Кубок африканских наций 2019, на который Танзания попала впервые за 39 лет. Сыграл три матча на групповом этапе: против Сенегала (0:2), против Кении (2:3), против Алжира (0:3).

### Голы за сборную
| #  | Дата           | Соперник | Счёт | Результат | Турнир                           |
| -- | -------------- | -------- | ---- | --------- | -------------------------------- |
| 1. | 23 января 2023 | Намибия  | 1:0  | 1:0       | Чемпионат африканских наций 2020 |

## Достижения
«Азам»
- Чемпион Танзании: 2013/14

«Янг Африканс»
- Чемпион Танзании (2): 2021/22, 2022/23
- Обладатель Кубка Танзании (2): 2021/22, 2022/23
- Финалист Кубка Конфедерации КАФ : 2023